# 藤井直樹 (国土交通官僚)
藤井 直樹（ふじい なおき、1961年〈昭和36年〉1月23日 - ）は、日本の運輸・国土交通官僚。

## 経歴
岡山県生まれ。灘高等学校を経て、1983年3月東京大学法学部卒業。国家公務員採用上級甲種試験(法律)に合格し、1983年運輸省入省。
2015年7月31日に自動車局長、2017年7月7日に鉄道局長、2018年7月31日に大臣官房長、2019年7月9日に国土交通審議官に就任した。
2022年6月28日から国土交通事務次官を務める。2023年7月4日に退官。
2025年6月20日、成田国際空港株式会社社長に就任。次官級の社長への起用は18年ぶり。次官級の藤井が起用された要因に滑走路を延伸・新設する計画への進捗への危機感があり、C滑走路新設とB滑走路の延伸に取り組む。

## 年譜
2013年7月までの経歴の出典
- 1983年04月：運輸省入省
- 1989年04月：運輸省国際運輸・観光局外航課専門官（休職・財団法人海事産業研究所）
- 1990年12月：運輸省大臣官房文書課専門官
- 1991年07月：運輸省運輸政策局観光部旅行業課補佐官
- 1992年09月：運輸省航空局監理部航空事業課補佐官
- 1994年10月：運輸省運輸政策局総合計画課補佐官
- 1996年06月：運輸省鉄道局総務課補佐官
  - 11月：運輸省大臣官房文書課補佐官（総理府行政改革会議事務局調査員）
- 1997年12月：（兼）運輸省大臣官房文書課補佐官（内閣官房内閣内政審議室（中央省庁再編等基本法案(仮称)準備室））
- 2000年06月：運輸省大臣官房文書課企画官（大臣官房人事課）
- 2001年01月：国土交通省大臣官房人事課企画官
- 2002年07月：国土交通省大臣官房付（米・ハーバード大学/シラキュース大学Maxwell行政大学院留学）
- 2004年07月：国土交通省総合政策局国際観光推進課長
- 2006年
  - 07月：国土交通省総合政策局国際観光課長
  - 07月：国土交通省自動車交通局保障課長
  - 09月：国土交通省大臣官房付（内閣官房拉致問題対策本部事務局参事官）
- 2007年04月：内閣官房内閣参事官（内閣総務官室）（内閣官房拉致問題対策本部事務局参事官）
- 2008年07月：国土交通省航空局空港部首都圏空港課長
- 2009年10月：国土交通省大臣官房付（内閣官房内閣参事官（内閣総務官室））
- 2010年09月：内閣官房内閣参事官（内閣総務官室）
- 2011年09月：国土交通省総合政策局政策課長
- 2012年09月11日：国土交通省大臣官房審議官（総合政策局、鉄道局担当）[5]
- 2013年08月01日：国土交通省総合政策局公共交通政策部長[6]
- 2015年07月31日：国土交通省自動車局長[7]
- 2017年07月07日：国土交通省鉄道局長[8]
- 2018年07月31日：国土交通省大臣官房長[9]・大臣官房広報戦略室長
- 2019年07月09日：国土交通審議官[10][11]
- 2022年06月28日：国土交通事務次官[12][13]
- 2023年07月04日：退職[14]
- 2025年06月20日：成田国際空港会社社長[3]